# Lagrangien
Pour les articles homonymes, voir Lagrangien (homonymie).
En physique, le lagrangien d'un système dynamique est une fonction des variables dynamiques qui permettent d'écrire de manière concise les équations du mouvement du système. Son nom vient de Joseph-Louis Lagrange, qui a établi les principes du procédé (à partir de 1788). Auparavant, la mécanique dite newtonienne était le formalisme dominant, basé sur le concept de force ; le formalisme de Lagrange est basé sur les énergies (cinétique et potentielle) ; il facilite l'étude de la dynamique des systèmes soumis à des contraintes (voir par exemple le cas du brachistochrone) ; pour les systèmes décrits par les équations de Newton, celles-ci se déduisent du formalisme lagrangien (voir infra). Au XIXe, W.R.Hamilton reformulera les équations de Lagrange, sous une forme qui s'avérera très adaptée à la mécanique quantique. 
Le concept de lagrangien a pris une importance fondamentale en physique classique (voir la page équations de Lagrange) et quantique (voir la page lagrangien en théorie des champs)  comme base du principe de moindre action ; le théorème d'E. Noether établit le lien entre les symétries du lagrangien d'un système et les grandeurs physiques conservées.

## Les équations du mouvement
Considérons un système dynamique repéré par des paramètres de position qi (aussi appelés coordonnées généralisées). Au cours du temps, ces paramètres varient, leur vitesse de variation étant {\displaystyle {\dot {q}}_{i}={\frac {\mathrm {d} q_{i}}{\mathrm {d} t}}}. L'ensemble des paramètres {\displaystyle \varphi _{i}} du système est constitué des qi, des {\displaystyle {\dot {q}}_{i}} et du temps t. Dans un grand nombre de situations, il est possible de définir une fonction {\displaystyle {\mathcal {L}}[\varphi _{i}]} telle que, si on pose :
{\displaystyle p_{i}={\frac {\partial {\mathcal {L}}}{\partial {\dot {q}}_{i}}}}
(la dérivée partielle étant calculée comme si les paramètres étaient indépendants entre eux), alors les équations du mouvement sont données par :
{\displaystyle {\frac {\mathrm {d} p_{i}}{\mathrm {d} t}}={\frac {\partial {\mathcal {L}}}{\partial q_{i}}}}
Formellement, on constate que ces équations s'obtiennent par application du principe de moindre action (ou principe d'action extrémale), qui s'écrit :
{\displaystyle {\frac {\delta {\mathcal {S}}}{\delta \varphi _{i}}}=0}
avec l'action {\displaystyle {\mathcal {S}}[\varphi _{i}]=\int {{\mathcal {L}}[\varphi _{i}(s)]{}\,\mathrm {d} ^{n}s}}.
Les équations du mouvement obtenues sont alors équivalentes aux équations d'Euler-Lagrange issues du principe précédent. Un système dynamique dont les équations du mouvement peuvent s'obtenir à partir d'un lagrangien est un système dynamique lagrangien. C'est le cas de la version classique du modèle standard, des équations de Newton, des équations de la relativité générale, et de problèmes purement mathématiques comme les équations des géodésiques ou le problème de Plateau.

## Lagrangien en mécanique classique
La mécanique lagrangienne fut historiquement une reformulation de la mécanique classique à l'aide du concept de lagrangien. Dans ce contexte, le lagrangien est généralement défini par la différence entre l'énergie cinétique Ec = T et l'énergie potentielle Ep = V  :
{\displaystyle {\mathcal {L}}=E_{c}-E_{p}=T-V}
Avec ce formalisme, l'équation de Lagrange s'écrit :
{\displaystyle {\frac {\mathrm {d} }{\mathrm {d} t}}{\frac {\partial {\mathcal {L}}}{\partial {\dot {q}}_{k}}}={\frac {\partial {\mathcal {L}}}{\partial q_{k}}}}

### Non-unicité du lagrangien
Pour un lagrangien {\displaystyle L=L(q_{i},{\dot {q}}_{i},t)} donné, s'il est possible de le réécrire comme {\displaystyle L=L'+{\frac {\mathrm {d} F(q_{i},t)}{\mathrm {d} t}}} où F est une fonction continue et différentiable quelconque des coordonnées généralisées du système, alors  {\displaystyle L'} satisfait aussi les équations d'Euler-Lagrange.
Cette propriété de transformation du lagrangien démontre que le lagrangien d'un système n'est jamais unique, car on peut toujours ajouter un terme de la forme {\displaystyle {\frac {\mathrm {d} F}{\mathrm {d} t}}} à un lagrangien tout en conservant les équations du mouvement.

### Un exemple en coordonnées cartésiennes
La dérivée temporelle d'une variable est indiquée par un point porté au-dessus de celle-ci. Ainsi si {\displaystyle {\vec {x}}} est la position, {\displaystyle {\vec {v}}={\dot {\vec {x}}}} désigne la vitesse et {\displaystyle {\vec {a}}={\dot {\vec {v}}}={\ddot {\vec {x}}}} l'accélération.
Le lagrangien d'une particule de masse m non relativiste dans un espace euclidien à trois dimensions, soumise à un potentiel Ep s'écrit :
{\displaystyle L({\vec {x}},{\dot {\vec {x}}})\ =\ E_{c}-E_{p}\ =\ {\frac {1}{2}}\ m\ {\vec {v}}^{2}\ -\ V({\vec {x}})\ =\ {\frac {1}{2}}\ m\ {\dot {\vec {x}}}^{2}\ -\ V({\vec {x}})}
ou encore 
{\displaystyle L({\vec {x}},{\dot {\vec {x}}})\ =\ {\frac {{\vec {p}}\,^{2}}{2m}}\ \ -\ V({\vec {x}})}
où p est la quantité de mouvement : 
{\displaystyle {\vec {p}}\ =\ m\ {\vec {v}}\ =\ m\ {\dot {\vec {x}}}}
Appliquons les équations d'Euler-Lagrange en coordonnées cartésiennes :
{\displaystyle {\frac {\mathrm {d} ~}{\mathrm {d} t}}\ \left(\,{\frac {\partial L}{\partial {\dot {x}}_{i}}}\,\right)\ -\ {\frac {\partial L}{\partial x_{i}}}\ =\ 0}
où l'indice i désigne l'une des 3 variables spatiales : x1 = x, x2 = y et x3 = z. Les dérivées respectives de {\displaystyle L({\vec {x}},{\dot {\vec {x}}})} donnent alors :
{\displaystyle {\frac {\partial L}{\partial x_{i}}}\ =\ -\ {\frac {\partial V}{\partial x_{i}}}}
{\displaystyle {\frac {\partial L}{\partial {\dot {x}}_{i}}}\ =\ {\frac {\partial ~}{\partial {\dot {x}}_{i}}}\,\left(\,{\frac {1}{2}}\ m\ {\dot {\vec {x}}}^{2}\,\right)\ =\ m\,{\dot {x}}_{i}}
{\displaystyle {\frac {\mathrm {d} ~}{\mathrm {d} t}}\ \left(\,{\frac {\partial L}{\partial {\dot {x}}_{i}}}\,\right)\ =\ m\,{\ddot {x}}_{i}}
donc on obtient explicitement pour chaque axe spatial i :
{\displaystyle m\,{\ddot {x}}_{i}\ +\ {\frac {\partial V}{\partial x_{i}}}\ =\ 0}
Dans un référentiel galiléen et lorsque la force dérive du potentiel V
{\displaystyle {\vec {F}}_{\text{resultante}}\ =\ -\ {\vec {\nabla }}V({\vec {x}})}
on retrouve bien la deuxième loi de Newton :
{\displaystyle m\ {\vec {a}}\ =m\ {\ddot {\vec {x}}}\ =\ {\vec {F}}_{\text{resultante}}.}

### En coordonnées sphériques
Soit un espace à trois dimensions en coordonnées sphériques {\displaystyle (r,\theta ,\varphi )}, et le lagrangien :
{\displaystyle L={\frac {m}{2}}\left({\dot {r}}^{2}+r^{2}{\dot {\theta }}^{2}+r^{2}\sin ^{2}(\theta )\,{\dot {\varphi }}^{2}\right)-V(r,\theta ,\varphi ).}
Les équations d'Euler-Lagrange s'écrivent alors :
{\displaystyle {\frac {\mathrm {d} }{\mathrm {d} t}}\left({\frac {\delta (L)}{\delta ({\dot {r}})}}\right)-{\frac {\delta (L)}{\delta (r)}}=0}
{\displaystyle {\frac {\mathrm {d} }{\mathrm {d} t}}\left({\frac {\delta (L)}{\delta ({\dot {\theta }})}}\right)-{\frac {\delta (L)}{\delta (\theta )}}=0}
{\displaystyle {\frac {\mathrm {d} }{\mathrm {d} t}}\left({\frac {\delta (L)}{\delta ({\dot {\varphi }})}}\right)-{\frac {\delta (L)}{\delta (\varphi )}}=0.}
Soit ici :
{\displaystyle m\,{\ddot {r}}-m\,r\left({\dot {\theta }}^{2}+\sin ^{2}(\theta )\,{\dot {\varphi }}^{2}\right)+V_{r}'=0,}
{\displaystyle \left(m\,r^{2}\,{\ddot {\theta }}\right)+2\,m\,r\,{\dot {r}}{\dot {\theta }}-m\,r^{2}\sin(\theta )\cos(\theta )\,{\dot {\varphi }}^{2}+V_{\theta }'=0,}
{\displaystyle m\left(r^{2}\sin ^{2}(\theta )\,{\ddot {\varphi }}+2\,r\,{\dot {r}}\sin ^{2}(\theta )\,{\dot {\varphi }}+2\,r^{2}\cos(\theta )\sin(\theta )\,{\dot {\theta }}\,{\dot {\varphi }}\right)+V_{\varphi }'=0.}
Ici l'ensemble des paramètres {\displaystyle s_{i}} se réduit au temps {\displaystyle t}, et les variables dynamiques {\displaystyle \varphi _{i}(s)} sont les trajectoires {\displaystyle {\vec {x}}(t)} des particules.

## Lagrangien dans la théorie des champs

### Notation
L'intégrale du lagrangien sur le temps est l'action, notée {\displaystyle S}. Dans la théorie des champs, on distingue parfois le lagrangien {\displaystyle L}, dont l'intégrale sur le temps est l'action :
{\displaystyle S=\int {L\,\mathrm {d} t}}
de la densité lagrangienne {\displaystyle {\mathcal {L}}}, qu'on intègre sur tout l'espace-temps pour obtenir l'action :
{\displaystyle S[\varphi _{i}]=\int {{\mathcal {L}}[\varphi _{i}(x)]\,\mathrm {d} ^{4}x}.}
Le lagrangien est ainsi l'intégrale spatiale de la densité lagrangienne. Cependant, on appelle souvent {\displaystyle {\mathcal {L}}} simplement le lagrangien, surtout dans l'usage moderne. C'est plus simple dans les théories relativistes où l'espace est défini localement. Ces deux types de lagrangiens peuvent être vus comme des cas particuliers d'une formule plus générale, selon qu'on introduit la variable spatiale {\displaystyle {\vec {x}}} dans les indices {\displaystyle i} ou dans les paramètres {\displaystyle s} pour écrire {\displaystyle \varphi _{i}(s)}. Les théories quantiques des champs en physique des particules, comme l'électrodynamique quantique, sont généralement écrites en termes de densités de lagrangiens {\displaystyle {\mathcal {L}}}, ces termes se transformant facilement pour donner les règles permettant d'évaluer les diagrammes de Feynman.

### Équations d'Euler-Lagrange
Les équations d'Euler-Lagrange en théorie des champs s'écrivent {\displaystyle \forall i} :
{\displaystyle 0=\partial _{\mu }\left({\frac {\partial {\mathcal {L}}}{\partial (\partial _{\mu }\varphi _{i})}}\right)-{\frac {\partial {\mathcal {L}}}{\partial \varphi _{i}}}.}

### Non-unicité de la densité lagrangienne en théorie des champs classique
Comme pour la non-unicité du lagrangien, la densité lagrangienne en théorie des champs n'est pas unique. En effet, soit une densité lagrangienne {\displaystyle {\mathcal {L}}} alors, si on peut la réécrire comme {\displaystyle {\mathcal {L}}={\mathcal {L}}'+\partial _{\mu }F^{\mu }} où {\displaystyle F^{\mu }=F^{\mu }[\varphi ,x]} est un quadrivecteur qui dépend uniquement des champs (et non de leurs dérivées) et du vecteur d'espace-temps, alors {\displaystyle {\mathcal {L}}'} satisfait les mêmes équations d'Euler-Lagrange que {\displaystyle {\mathcal {L}}}.

### Lagrangien d'une particule chargée
En général, en mécanique classique lagrangienne, le lagrangien vaut :
{\displaystyle L=T-V}
Où T est l'énergie cinétique et V l'énergie potentielle.
Étant donné une particule chargée électriquement de masse m et charge q, et de vitesse {\displaystyle {\vec {v}}} dans un champ électromagnétique de potentiel scalaire {\displaystyle \phi }, et de potentiel vecteur {\displaystyle {\vec {A}}}, l'énergie cinétique de la particule est :
{\displaystyle T={1 \over 2}m{\vec {v}}\cdot {\vec {v}}}
et son énergie potentielle est :
{\displaystyle V=q\phi -q{\vec {v}}\cdot {\vec {A}}.}
Le lagrangien électromagnétique est alors (voir ref, chapitre 3) :
{\displaystyle L={1 \over 2}m{\vec {v}}\cdot {\vec {v}}-q\phi +q{\vec {v}}\cdot {\vec {A}}.}

### Lagrangien du champ électromagnétique
On se place dans l'espace de Minkowski {\displaystyle {\mathcal {M}}} de la relativité restreinte. En présence de termes sources {\displaystyle J^{\mu }=(\rho c,{\vec {j}})}, la densité lagrangienne du champ électromagnétique est donnée par 
{\displaystyle {\mathcal {L}}=-{\frac {1}{4\mu _{0}}}F_{\mu \nu }F^{\mu \nu }+J^{\mu }A_{\mu }}
où {\displaystyle F_{\mu \nu }=\partial _{\mu }A_{\nu }-\partial _{\nu }A_{\mu }} est le tenseur de Maxwell, et {\displaystyle A_{\mu }} est le quadrivecteur potentiel. Le premier terme est lié à la densité d'énergie du champ dans l'espace, et est l'invariant de Lorentz le plus simple du tenseur {\displaystyle F_{\mu \nu }}.  

### Exemples de densité lagrangiennes en théorie quantique des champs

#### Le lagrangien de Dirac
La densité lagrangienne pour un champ de Dirac (en) est :
{\displaystyle {\mathcal {L}}={\bar {\psi }}\left(i\,\hbar \,c\not \!D-m\,c^{2}\right)\psi }
où {\displaystyle \psi } est un spineur, {\displaystyle {\bar {\psi }}=\psi ^{\dagger }\gamma ^{0}} est son adjoint de Dirac, {\displaystyle D} est la dérivée covariante de jauge, et {\displaystyle \not \!D} est la notation de Feynman pour {\displaystyle \gamma ^{\sigma }D_{\sigma }}.

#### Le lagrangien de l'électrodynamique quantique
La densité lagrangienne en électrodynamique quantique (QED) est :
{\displaystyle {\mathcal {L}}_{\mathrm {QED} }={\bar {\psi }}(i\hbar c\not \!D-mc^{2})\psi -{1 \over 4\mu _{0}}F_{\mu \nu }F^{\mu \nu }}
où {\displaystyle F^{\mu \nu }} est le tenseur électromagnétique.

#### Le lagrangien de la chromodynamique quantique
En chromodynamique quantique (QCD), la densité lagrangienne est, :
{\displaystyle {\mathcal {L}}_{\mathrm {QCD} }=\sum _{n}{\bar {\psi }}_{n}(i\hbar c\not \!D-m_{n}c^{2})\psi _{n}-{1 \over 4}G^{\alpha }{}_{\mu \nu }G_{\alpha }{}^{\mu \nu }}
où {\displaystyle D} est la dérivée covariante de jauge en QCD, et {\displaystyle G^{\alpha }{}_{\mu \nu }} est le tenseur de la force du champ du gluon.

## Formalisme mathématique
Soit {\displaystyle M} une variété de dimension {\displaystyle n}, et une variété de destination {\displaystyle T}. Soit {\displaystyle {\mathcal {C}}} l'ensemble des fonctions {\displaystyle {\mathcal {C}}^{\infty }} de {\displaystyle M} dans {\displaystyle T}, appelé espace de configuration.
Avant tout donnons quelques exemples :
- en mécanique classique, dans le formalisme d'Hamilton, {\displaystyle M} est la variété de dimension 1 {\displaystyle \mathbb {R} }, qui représente le temps, et l'espace de destination est le fibré cotangent de l'espace des positions généralisées[1] ;
- dans la théorie des champs, {\displaystyle M} est la variété espace-temps et l'espace de destination est l'ensemble des valeurs possibles des champs en chaque point. Si, par exemple, il y a {\displaystyle m} champs scalaires réels φ1,...,φm, alors la variété de destination est {\displaystyle \mathbb {R} ^{m}}. Si l'on a un champ de vecteurs réels, la variété de destination  est isomorphe à {\displaystyle \mathbb {R} ^{n}}. Il y a en fait une manière plus élégante d'utiliser le fibré tangent, mais on s'en tiendra à cette version.

Supposons maintenant qu'il existe une fonctionnelle {\displaystyle S:{\mathcal {C}}\to \mathbb {R} }, qu'on appelle l'action physique. C'est une application vers {\displaystyle \mathbb {R} }, et non vers {\displaystyle \mathbb {C} }, pour des raisons physiques.
Pour que l'action soit locale, nous avons besoin de restrictions supplémentaires. Si {\displaystyle \varphi \in {\mathcal {C}},} on impose que S[φ] soit l'intégrale sur M d'une fonction de φ, de ses dérivées et des positions qu'on appelle le lagrangien {\displaystyle {\mathcal {L}}(\varphi ,\partial \varphi ,\partial ^{2}\varphi ,\dots ,x)}. En d'autres termes,
{\displaystyle \forall \varphi \in {\mathcal {C}}\;,\;S[\varphi ]\equiv \int _{M}d^{n}x{\mathcal {L}}(\varphi (x),\partial \varphi (x),\partial ^{2}\varphi (x),\dots ,x).}
La plupart du temps, on impose que le lagrangien dépende uniquement de la valeur des champs, de leurs dérivées premières, mais pas des dérivées d'ordre supérieur. C'est en fait seulement par commodité, et ce n'est pas vrai en général. Nous le supposons cependant dans le reste de cet article.
Fixons des conditions aux limites, essentiellement la donnée de φ aux frontières si M est compact, ou une limite pour φ quand x tend vers l'infini (ce qui est pratique lors d'intégrations par parties). Le sous-espace de {\displaystyle {\mathcal {C}}} des fonctions φ telles que toutes les dérivées fonctionnelles de l'action S en φ soient 0 et que φ satisfasse aux conditions aux limites est l'espace des solutions physiques.
La solution est donnée par les équations d'Euler-Lagrange (en utilisant les conditions aux limites) :
{\displaystyle {\frac {\delta }{\delta \varphi }}S=-\partial _{\mu }\left({\frac {\partial {\mathcal {L}}}{\partial (\partial _{\mu }\varphi )}}\right)+{\frac {\partial {\mathcal {L}}}{\partial \varphi }}=0.}
On retrouve la dérivée fonctionnelle par rapport à φ de l'action dans le membre de gauche.